# 319601 Šilutė
319601 Šilutė è un asteroide della fascia principale. Scoperto nel 2006, presenta un'orbita caratterizzata da un semiasse maggiore pari a 2,5811930 au e da un'eccentricità di 0,2296714, inclinata di 4,54734° rispetto all'eclittica.
L'asteroide era stato inizialmente battezzato 319601 Silute per poi essere corretto nella denominazione attuale.
L'asteroide è dedicato all'omonima città lituana.